# Сезон ФК «Кремінь» (Кременчук) 1967
| ФК «Дніпро» (Кременчук) у сезоні 1967 | ФК «Дніпро» (Кременчук) у сезоні 1967                         |
| ------------------------------------- | ------------------------------------------------------------- |
| Ліга                                  | Друга ліга СРСР                                               |
| Місце в лізі                          | 3                                                             |
| Раунд у Кубку                         | 1/16 фіналу                                                   |
| Головний тренер                       | Є. П. Леонтович (I коло), Б. І. Усенко (II коло).             |
| Стадіон                               | Дніпро, Кременчук                                             |
| Найбільше матчів у лізі               | В. Берест, Н. Савенков, Ю. Показ, А. Скурський — по 40 матчів |
| Найкращий бомбардир у лізі            | Є. Спрікут — 23 голи                                          |

Сезон ФК «Дніпро» (Кременчук) 1967 року — 5-ий сезон футбольного клубу «Дніпро» в ІІ лізі (Клас «Б», 2 зона УРСР) Чемпіонату СРСР з футболу. За підсумками чемпіонату команда вийшла до І ліги СРСР.

## Чемпіонат СРСР
Чемпіонат СРСР, ІІ ліга
Турнірне становище, Клас «Б», 2 зона УРСР:
| Місце | Команда                  | Ігор | В  | Н  | П  | РМ    | Очок |
| ----- | ------------------------ | ---- | -- | -- | -- | ----- | ---- |
| 1     | «Автомобіліст» (Житомир) | 40   | 23 | 13 | 4  | 45-12 | 59   |
| 2     | «Дніпро» (Черкаси)       | 40   | 19 | 12 | 9  | 46-22 | 50   |
| 3     | «Дніпро» (Кременчук)     | 40   | 22 | 6  | 12 | 51-33 | 50   |
| 4     | СКЧФ Севастополь         | 40   | 19 | 10 | 11 | 41-33 | 48   |
| 5     | Кривбас (Кривий Ріг)     | 40   | 15 | 17 | 8  | 46-36 | 47   |

Команда «Дніпро» (Кременчук), 1967 р.

Фінальний турнір команд класу «Б» УРСР
Северодонецьк/Кадіївка:
| Місце | Команда                  | Ігор | В | Н | П | РМ   | Очок |
| ----- | ------------------------ | ---- | - | - | - | ---- | ---- |
| 1     | «Автомобіліст» (Житомир) | 5    | 4 | 1 | 0 | 7-2  | 9    |
| 2     | «Хімік» (Северодонецьк)  | 5    | 3 | 2 | 0 | 11-3 | 8    |
| 3     | «Дніпро» (Кременчук)     | 5    | 2 | 1 | 2 | 2-2  | 5    |
| 4     | «Торпедо» (Харків)       | 5    | 2 | 0 | 3 | 3-6  | 4    |
| 5     | Шахтар (Кадіївка)        | 5    | 1 | 0 | 4 | 3-7  | 2    |
| 6     | Дніпро (Черкаси)         | 5    | 1 | 0 | 4 | 4-10 | 2    |

За результатами турніру команда «Дніпро» вийшла до І ліги чемпіонату СРСР з футболу (Клас «А», друга група).

## Кубок СРСР
Даний розіграш кубка почався для «Дніпра» ще в 1966, коли команда стала переможцем фіналу своєї зони. В сезоні 1967 року команда дійшла до 1/16 фіналу Кубку СРСР з футболу.
- 1/128 фіналу: 9.04, «Дніпро» — «Ростсельмаш» (Ростов-на-Дону) +:-(неявка).
- 1/64 фіналу: 20.04, «Дніпро» — «Волга» (Горький): 2:0, голи: Хомяков, Арутюнян
- 1/32 фіналу: 11.05, «Дніпро» — «Спартак» (Нальчик): 2:1, голи: Берест, Алексеенко
- 1/16 фіналу: 19.05, «Дніпро» — «Динамо» (Київ): 0:2.

Склади команд «Дніпро»: Барамба, Берест, Савенков, Єрємін, Хомяков, Скурський, Показ (Ковтун, 70), Алексєєв, Стеценко, Сприкут, Мартиненко. Тренер: Е. П. Леонтович.
«Динамо»: Рудаков, Щегольков, Сосніхін, Островський, Сабо, Турянчик, Бишовець (Мунтян, 70), Серебряников, Медвідь, Біба, Хмельницький. Тренер: В. О. Маслов.

## Склад команди
Склад команди «Дніпро» 1967 року (кількість ігор, забитих м'ячів): В. Берест — 40, Н. Савенков — 40 (1), Ю. Показ — 40 (3), А. Скурський — 40 (1), Ю. Хомяков — 39 (1), І. Барамба — 38 (26П) Г. Ковтун — 33 (7), Є. Спрікут — 33 (23), Є. Бученко — 22 (2), Б. Трефілов — 22 (2), А. Мартиненко — 21 (1), В. Арутюнян — 19 (1), С. Русенкевич — 16 (3), А. Корпусов — 13 (1), В. Сукач — 11, О. Алексеев — 9, В. Максимов — 9, А. Клименко — 5, А. Чередніченко — 5, Б. Галоян — 6 (4), О. Яковенко -. 2 (6П) Єрьомін — 2, А. Адамов — 3, В. Семенов — 2 (1), Т. Примак — 2, В. Рибаченок — 1, С. Озорянський — 1
Адміністратор: В. Є. Кушнірський. Старший тренер: Є. П. Леонтович (I коло) — Б. І. Усенко (II коло). Тренер: С. Б. Ждан.
По-закінченню футбольного сезону гравці і керівництво кременчуцького «Дніпра» отримали бронзові медалі Чемпіонату СРСР (другої ліги), грамоти і дипломи Федерації футболу УРСР.
Президія обласної ради Союзу спортивних товариств і організацій представила старшого тренера команди Б. І. Усенко — до присвоєння йому звання заслуженого тренера УРСР, гравців Н.Савенкова, Б.Трефілова і Б.Галояна — до звання майстрів спорту, інших гравців — до звання кандидатів в майстри спорту СРСР.